# Давид Фоенкинос
Давид Фоенкинос (на френски: David Foenkinos) е френски писател, киносценарист и режисьор. Книгите му са преведени на 40 езика.

## Биография и творчество
Давид Фоенкинос е роден на 28 октомври 1974 г. в Париж. Следва литература и музика в Париж. Романът му Деликатност (2009) се превръща в бестселър във Франция. През декември 2011 г. по екраните тръгва филм по романа, с Одри Тоту в главната роля.
През 2014 г. Фоенкинос печели наградата „Ренодо“ за романа си Шарлот.
Има номинации за наградата Сезар за най-добър филм и най-добър адаптиран сценарий – за Деликатност. Други негови екранизирани романи са: Спомените (2011), Je vais mieux (2013) и Загадката Анри Пик (2016).

### Романи
- Inversion de l'idiotie: de l'influence de deux Polonais, Gallimard, 2002 (награда „Франсоа Мориак“)[1]
„Инверсия на слабоумието“. Превод от френски Георги Ангелов. София: Пулсио, 2008, 214 с.
- Entre les oreilles, Gallimard, 2002
- Le Potentiel érotique de ma femme, Gallimard, 2004 (награда „Роже Нимие“) 
„Еротичният потенциал на жена ми“. Превод от френски Георги Ангелов. София: Пулсио, 2006, 153 с.
- En cas de bonheur, Flammarion, 2005.
„В случай на щастие“. Превод от френски Георги Ангелов. София: Пулсио, 2007, 188 с.
- Les Cœurs autonomes, Grasset, 2006
„Независими сърца“. Превод от френски Георги Ангелов. София: Пулсио, 2009, 124 с.
- Qui se souvient de David Foenkinos?[5], Gallimard, 2007 (награда „Жан Жионо“)
„Кой си спомня за Давид Фоенкинос“. Превод от френски Георги Ангелов. София: Пулсио, 2011, 198 с.
- Nos séparations, Gallimard, 2008; Folio, 2010
- La Délicatesse, Gallimard, 2009
„Деликатност“. Превод от френски Георги Ангелов. София: Колибри, 2014
- Bernard, Les éditions du Moteur, 2010
- Lennon, Plon, 2010
- Le petit garçon qui disait toujours non, Albin Michel Jeunesse, 2011
- Les Souvenirs, Gallimard, 2011
- Le Saule pleureur de bonne humeur, Albin Michel Jeunesse, 2012
- Je vais mieux, Gallimard, 2013
- La Tête de l'emploi (Richard), J'ai Lu, 2014
- Charlotte, Gallimard, 2014 (награда „Ренодо“, награда „Гонкур на лицеите“)
- Le Mystère Henri Pick, Gallimard, 2016
Загадката Анри Пик, изд.: ИК „Колибри“, София (2018), прев. Георги Ангелов
- Семейство Мартен,София: Колибри,  2024, Пр.Г. Ангелов,ISBN 9786190213796

### Сборници с разкази
- Bernard. Ed. du Moteur 2010

### Сценарии за филми
- Une histoire de pieds. Късометражен. 2006, 12 min
- La délicatesse. Пълнометражен. 2011, 108 min (режисьори: Давид Фоенкинос и Стефан Фоенкинос)
- Le mec de la tombe d'à côté. Телевизионен. 2016 (по романа на Катарина Масети Мъжът от съседния гроб; режисьор е Аньес Обадиа)
- Jalouse. Пълнометражен. 2017, 102 min (режисьори: Давид Фоенкинос и Стефан Фоенкинос). Филмът има номинация за Сезар за най-добра актриса (Карин Виар)
- Lola et ses frères. Пълнометражен. 2018 (режисьор: Жан-Пол Рув)

### Театрални пиеси
- Célibataires. Flammarion, 2008
- Le plus beau jour. Flammarion, 2016

### Комикси
- Pourquoi tant d’amour? (2 тома). Emmanuel Proust, 2004

### Книги за деца
- Le petit garçon qui disait toujours non. Albin Michel Jeunesse, 2011
- Le saule pleureur de bonne humeur. Albin Michel Jeunesse, 2012